# 十二角形

正十二角形

十二角形（じゅうにかくけい、じゅうにかっけい、dodecagon）は、多角形の一つで、12本の辺と12個の頂点を持つ図形である。内角の和は1800°、対角線の本数は54本である。

## 正十二角形
正十二角形においては、中心角と外角は30°で、内角は150°となる。一辺の長さが a の正十二角形の面積Sは
{\displaystyle S=3a^{2}\cot {\frac {\pi }{12}}=3a^{2}\left(2+{\sqrt {3}}\right)\simeq 11.1962a^{2}}　となる。
また、一辺ではなく外接円の半径を{\displaystyle n}とする場合、面積は{\displaystyle 3n^{2}}となる。
{\displaystyle \cos(2\pi /12)}を有理数と平方根で表すことが可能である。
{\displaystyle \cos {\frac {2\pi }{12}}=\cos {\frac {\pi }{6}}=\cos 30^{\circ }={\frac {\sqrt {3}}{2}}}

### 正十二角形の作図
正十二角形は定規とコンパスによる作図が可能な図形である。（下のアニメーション参照）

正十二角形の作図

## 正十二角形を用いた平面充填模様の例
| 正三角形と正十二角形 | 正方形と正六角形と正十二角形 | 正三角形と正方形と正十二角形 |

## その他十二角形に関する事項
- アナログの12時間時計は、時間を示す印を正十二角形の頂点に配置しているものが多い。
  - この12時間時計を使うと、日中であれば短針を太陽に向けた時に、12時の位置と短針の中間地点が南という方位の測定ができる。（左記は北半球の場合。北回帰線と南回帰線の間は特に注意が必要）
- ペルーのクスコに有る12角の石（英語版）（他に、13角の石や14角の石も有る）

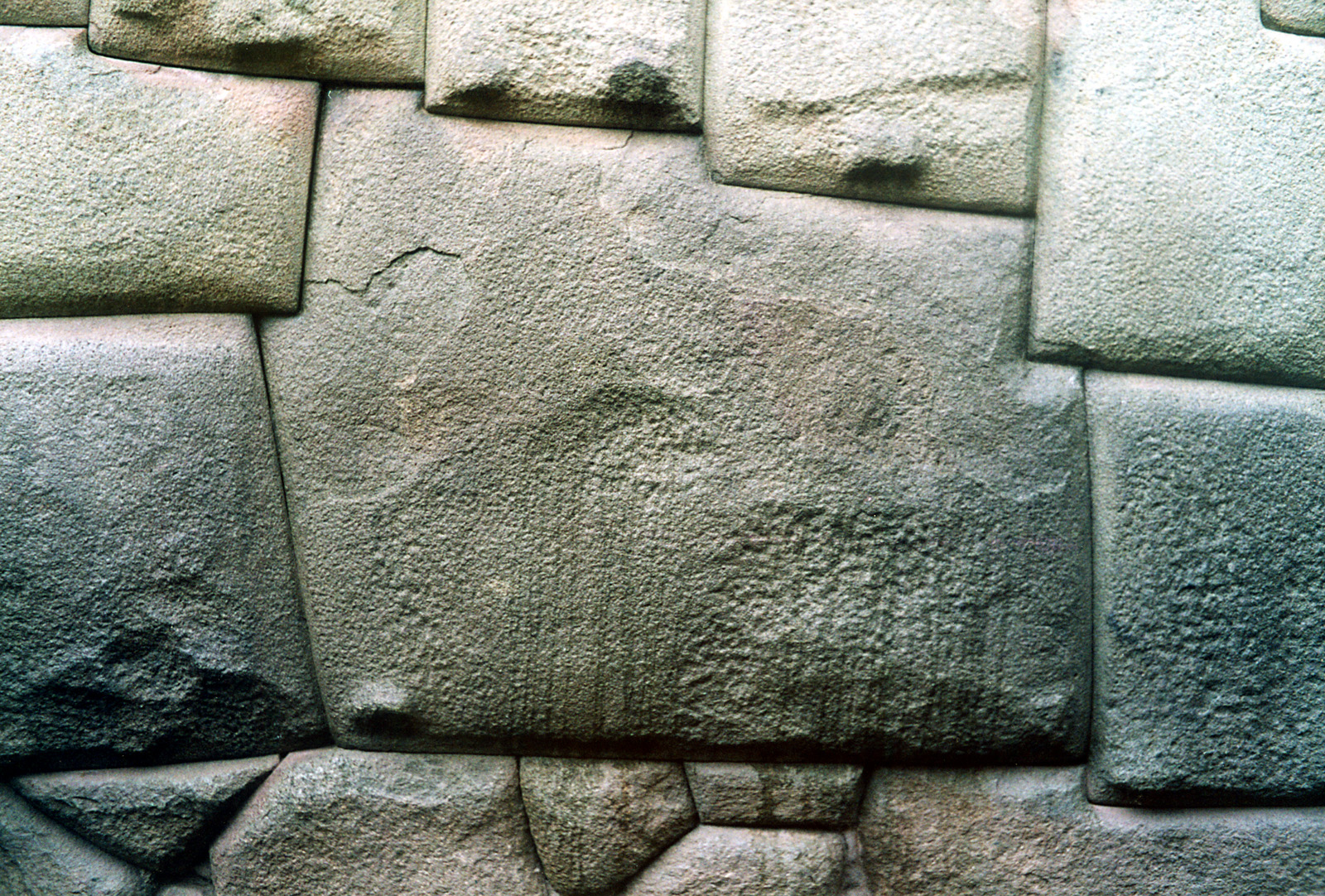
12角の石

### 正十二角形のコイン
オーストラリアの50セント硬貨（50¢ coin）には正十二角形のものが使われている。
1937年から1971年までイギリスで使用されていた3ペンス硬貨。2017年に発効された1ポンドコイン
ルーマニア・レウ5,000 レイ(2001-2005年まで流通)
南ベトナム20ドン